# (6455) 1992 HE
(6455) 1992 HE es un asteroide que forma parte de los asteroides Apolo, descubierto el 25 de abril de 1992 por Robert H. McNaught desde el Observatorio de Siding Spring, Nueva Gales del Sur, Australia.

## Designación y nombre
Designado provisionalmente como 1992 HE.

## Características orbitales
1992 HE está situado a una distancia media del Sol de 2,240 ua, pudiendo alejarse hasta 3,522 ua y acercarse hasta 0,9585 ua. Su excentricidad es 0,572 y la inclinación orbital 37,34 grados. Emplea 1225,07 días en completar una órbita alrededor del Sol.

## Características físicas
La magnitud absoluta de 1992 HE es 13,9. Tiene 5 km de diámetro y su albedo se estima en 0,227. Está asignado al tipo espectral S según la clasificación SMASSII.